# Emilio Venero Alosilla
Emilio Venero Alosilla fue un político peruano. Fue miembro del Congreso Constituyente de 1931.
Participó en las elecciones generales de 1931 como candidato del partido Unión Revolucionaria liderada por Luis Miguel Sánchez Cerro quien había derrocado al presidente Augusto B. Leguía y fue elegido como diputado constituyente por el departamento del Cusco. De su gestión en dicho congreso se rescata su posición contraria a otorgar el voto a las mujeres en las discusiones realizadas en el Congreso de la República sobre ese tema ya que, señalaba, ello causaría la anarquía en los hogares.